# The Mamas
The Mamas est un groupe suédo-américain de soul et gospel.

## Histoire
Le groupe est composé d'Ashley Haynes (née le 19 janvier 1987 à Washington DC), Loulou Lamotte (née le 16 avril 1981 à Malmö) et Dinah Yonas Manna (née le 5 septembre 1981 à Stockholm). Le membre fondateur Paris Renita quitte le groupe en 2019.
Le groupe fait les chœurs sur la chanson Too Late for Love de John Lundvik, interprétée au Melodifestivalen 2019. Lundvik et The Mamas remportent ensuite le concours et représentent la Suède au Concours Eurovision de la chanson 2019 qui se tient à Tel Aviv, en Israël. Ils terminent la 5e place de la grande finale du 18 mai 2019.
Fin 2019, il est annoncé que The Mamas (sans Paris Renita) reviendrait à Melodifestivalen, cette fois avec leur propre titre ; Move. Après avoir passé la première manche le 1er février 2020 à Linköping elles se qualifient directement pour la finale qui a lieu le 7 mars 2020 dans la Friends Arena de Stockholm.
The Mamas remportent le Melodifestivalen 2020 avec un total de 137 points, se qualifiant pour représenter la Suède au Concours Eurovision de la chanson 2020,. Le concours qui devait se tenir à Rotterdam, aux Pays-Bas a été annulé en mars 2020 en raison de la pandémie de Covid-19.

## Discographie

### Singles
| Titre         | Année | Positions | Positions | Positions | Certification   | Album            |
| Titre         | Année | SWE       | SCO       | UK Down.  | Certification   | Album            |
| ------------- | ----- | --------- | --------- | --------- | --------------- | ---------------- |
| Move          | 2020  | 1         | 52        | 55        | - GLF : Platine | Non-album single |
| Let It Be     | 2020  | —         | —         | —         |                 | À venir          |
| In The Middle | 2021  |           |           |           |                 |                  |